# ليلة القديس يوحنا

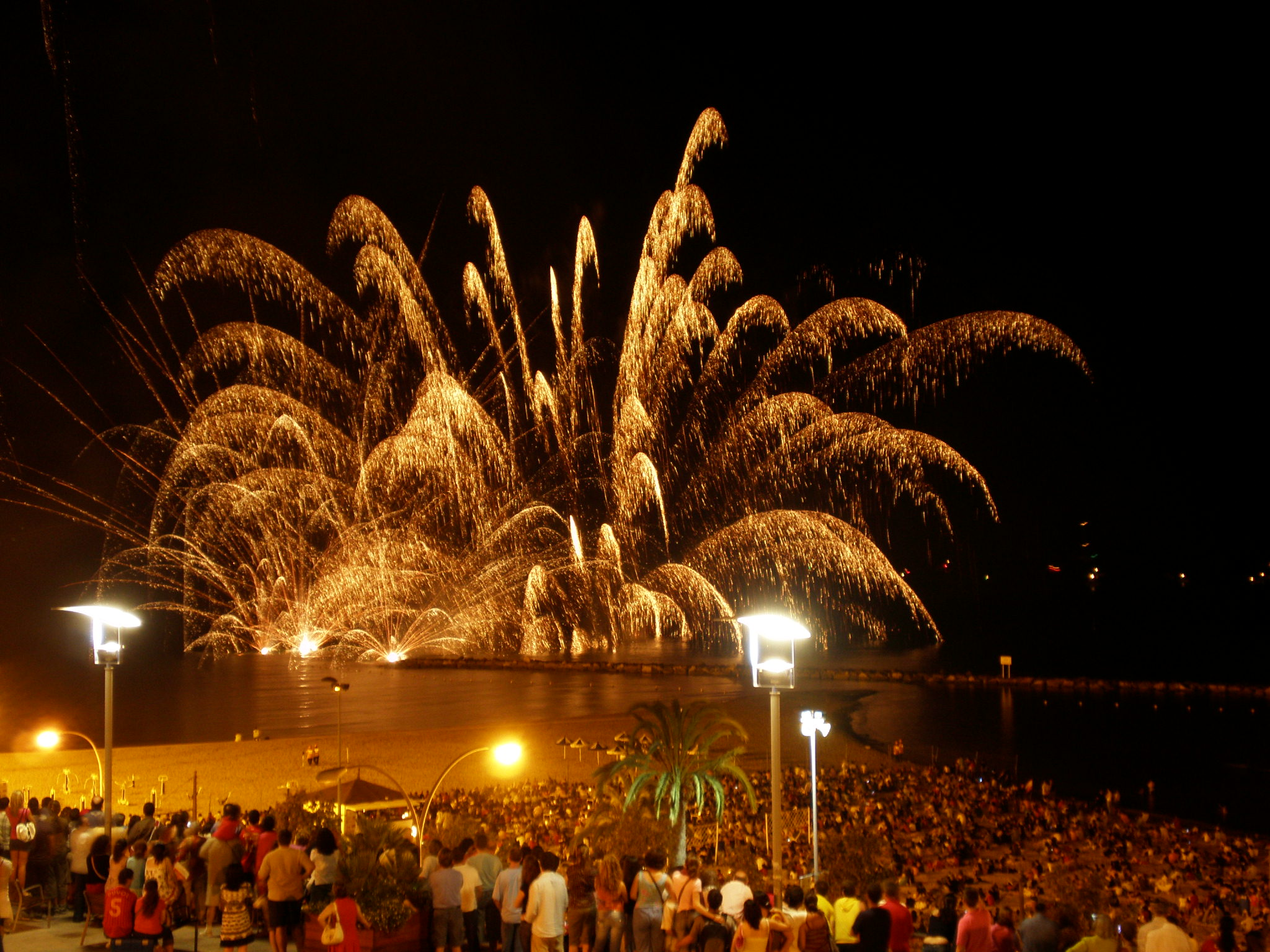
إحتفالات خاصة في عشية القديس يوحنا؛ حيث ترتبط المناسبة في أجواء عيد منتصف الصيف.

ليلة لقديس يوحنا هي عشية الاحتفال في يوم ذكرى ميلاد يوحنا المعمدان في يوم 24 يونيو. حسب المصادر الرسمية في المسيحية فإن والد يوحنا هو زكريا النبي ووالدته هي أليصابات وكلاهما من أسباط بني إسرائيل وتحديدًا من السبط الذي أوكل إليه حسب رواية العهد القديم منذ أيام النبي موسى شؤون الخدمة الدينية للأسباط وهو سبط اللاويين، وكانت مهام السبط تشمل خدمة تابوت العهد وبعد أن شيد النبي سليمان هيكل بيت المقدس أوكل إليهم خدمته أيضًا وبشكل احتكاري، بحيث يورث الآباء مهنتهم للأبناء.
يتزامن عشية القديس يوحنا بشكل وثيق مع الإنقلاب الشمسي يونيو وعيد منتصف الصيف، كما يشار إلى منتصف الصيف في نصف الكرة الشمالي. وتقام في معظم البلدان المسيحية الاحتفالات في عشية القديس يوحنا وتتنوع العادات والتقاليد على شرف المناسبة.